# Étienne II de La Baume
Pour les articles homonymes, voir Baume.
Étienne (II) de La Baume, dit « Galois de La Baume », mort entre 1363-1365, est un chevalier et seigneur de Vallefin du XIVe siècle. Issu de la famille de Bresse des La Baume de Montrevel, il sert alternativement le comte de Savoie et le roi de France.

## Biographie

### Origines
Étienne de La Baume nait à une date inconnue, toutefois des auteurs donnent pour date repère l'année 1305. Il est le fils de Pierre de La Baume, seigneur de Valusin, bailly de Bresse et de Bugey, et de Marguerite de Vassalieu,,. Il appartient à la famille noble des La Baume, originaire de la Bresse. Cette dernière est liée aux comtes de Savoie.
Étienne de La Baume est chevalier, seigneur de Vallefin (Valfin-sur-Valouse), Montrevel et Bonrepos.

### Au service de la Savoie
Il entre assez jeune au service des comtes de Savoie, Amédée V, puis Édouard,.
Il devient bailli de Chablais entre le 15 décembre 1320 et l'année 1328,. Il a par ailleurs été châtelain comtal d'Évian (1320-1324), d'Allinges-Neuf et de Thonon (1325), de Versoix (1326-1327) puis de Clermont (1328-1329).

### Au service de la France
Au service du roi de France, il est grand maître des arbalétriers et maréchal de Provence. Guichenon ajoute qu'il est un lieutenant général du roi en Languedoc.
En 1337, il fait partie des commissaires chargés de prendre possession du duché d'Aquitaine. Au mois de juillet, il tente de prendre, sans succès, la place de Saint-Macaire. Entre 1338 et 1339, il co-dirige les troupes françaises. Il participe notamment aux sièges de la ville et du château de Puymirol (1337) et du château de Madaillan (février 1338).
Il achète le 29 novembre 1338 le château avec ses fossés et les granges ainsi que la seigneurie de l'Abergement avec toute sa justice.
En 1339, il combat dans le nord de la France, participant notamment à la défense de Cambrai. 
En 1348, on le retrouve lieutenant du roi en Guyenne. 

### Fin de carrière
Lors de la mort de Louis II de Savoie, il devient le tuteur du nouveau comte de Savoie, Amédée VI. Au mois de décembre 1353, le pape Innocent VI le charge d'intervenir dans le conflit entre le comte et Hugues de Genève. Il participe alors à la guerre contre ce seigneur.
En 1357, il revient en France pour conseiller le comte de Poitiers, Jean de Berry.
Entre 1360-61, il est chargé des routiers en Bourgogne.
Étienne de La Baume teste le 10 août 1362,. Il semble être mort entre le 12 juillet 1363 et le 25 octobre 1365, où son corps est inhumé dans une chapelle avec un mausolée en bronze, à Montrevel.
Son fils aîné, Guillaume († 1360), meurt avant lui.

## Famille
En 1338, il épouse Alix de Châtillon, fille et héritière du chevalier Renaud de Châtillon, seigneur de Montrevel,. Ils ont un fils, Guillaume († 1360), militaire comme son père au service des princes de France et de Savoie,, ainsi qu'une fille Lucie, dame de Curtafrey, qui épouse le seigneur Amédée de Viry.
Il a deux fils illégitimes, Étienne, dit le bâtard de La Baume, futur amiral et maréchal de Savoie, et Guillaume.